# Лорен Џерман
Лорен Кристина Герман (енгл. Lauren Christine German; Хунтингтон плажа, 29. новембар 1978) америчка је глумица. Имала је своју прву улогу у филму Шетња за памћење 2002. године, а потом улоге у хорор филмовима Тексашки масакр моторном тестером (2003) и Хостел 2 (2007). Од 2011. до 2012. године имала је главну улогу као ДХС агент Лори Вестон у другој сезони полицијске драме Хаваји 5-0, а од 2012. до 2014. године играла је као Лесли Шаи у драми Чикаго у пламену. Године 2016. је почела да глуми као детектив Клои Декер у фантазијској комедији-драми Луцифер.

## Ранији живот
Немкиња је рођена у Хантингтон плажи, Калифорнија. Њен отац је васкуларни хирург. Њен прадеда, Џејмс Герман, био је Холанђанин, рођен у Амстердаму, Холандија, 1909. године. Џејмс је емигрирао у Сједињене Државе са породицом као дете. Остатак њеног порекла је Енглеско. Похађала је средњу школу Лос Аламајтос и средњу школу за уметност Оринџ Канти. Касније се уписала на Универзитет у Јужној Калифорнији, проучавајући антропологију.

## Каријера
Њен први рад био је на сцени у Петру Пану и Оливеру. Године 2000. направила је свој играни филмски деби у романтичној комедији Ти си ми све, где је имала малу улогу као жена заљубљеника.
Године 2002. Немкиња је играла улогу у романтичној драми Шетња за памћење са Шон Вестом и Менди Мур, заснованој на истоименом роману Николаса Спаркса 1999. године. Играла је Белинду, са којом Ландон Картер (Вест) раскида. Затим се појавила у хорор филму Мртви изнад земље, драму Бесан у летњој ноћи и ТВ филм Усамљени ренџер, у којој је имала и мање и веће улоге. Године 2003. била је на аудицији да глуми у хорор филму Тексашки масакр моторном тестером 5, прерада филма из 1974. године, али улога је отишла Џесики Бил, а Немкиња је освојила улогу Хичхајкер.
Немкиња је сарађивала у злочинској драми Рођени убица (2005), трилер Ер-икс (2005), романтична комедија Стајати мирно (2005), драма То је у реду! Све је у реду (2007), и музичку драму Оно што ми радимо је тајна са Шејн Вестом поново, заснована на истинитој причи, касније као оригинални бубњар Гермс-а и певачица Го-Го Белинда Чарлисе. Она је глумила у хорор филму Хостел 2 , продуцента Квентин Тарантино. Она је такође глумила у француском апокалипсном трилеру  Подела. Глумила је у другој сезони полицијске драме Хаваји 5-0 као агент ДХС Лори Вестон од 2011. до 2012. године. Она је глумила у прве две сезоне драме Чикаго у пламену од 2012. до 2014. године као Леслие Схаи, једна од болничарки. У њеној последњој сезони,њен лик је убијен. Име лика је упамћено до данас, њено име уписано  је на вратима амбуланте у којој је возила.
У 2016.ој години, је почела да се појављује са Томом Елисом у фантазијској комедији-драми Луцифер, која се заснива на ДИ-СИ стрип серијалу под истим именом, као Клои Декер, детектив за убиства у полицији Лос Анђелеса, која у истовреме фасцинира и одбија Луцифера Јутарњу звезду. Серија је премијерно приказана 25. јануара 2016. године на Фоксу.